# Torneo Apertura 2009 (Guatemala)
El Torneo de Apertura 2009 fue el 21.º torneo corto del fútbol guatemalteco, que abre la temporada 2009-10 de la Liga Nacional en Guatemala.

## Equipos participantes
| Club                                   | Ciudad              | Departamento   | Estadio                            | Capacidad |
| -------------------------------------- | ------------------- | -------------- | ---------------------------------- | --------- |
| Club Social y Deportivo Comunicaciones | Ciudad de Guatemala | Guatemala      | Estadio Cementos Progreso          | 17.000    |
| Club Social y Deportivo Municipal      | Ciudad de Guatemala | Guatemala      | Estadio Mateo Flores               | 30.000    |
| Club Social y Deportivo Suchitepéquez  | Mazatenango         | Suchitepéquez  | Estadio Carlos Salazar Hijo        | 10.000    |
| Deportivo Jalapa                       | Jalapa              | Jalapa         | Estadio Las Flores                 | 10.000    |
| Deportivo Marquense                    | San Marcos          | San Marcos     | Estadio Marquesa de la Ensenada    | 10.000    |
| Deportivo Xinabajul                    | Huehuetenango       | Huehuetenango  | Estadio Los Cuchumatanes           | 10.000    |
| Deportivo Zacapa                       | Zacapa              | Zacapa         | Estadio David Ordóñez Bardales     | 10.000    |
| Heredia Jaguares                       | San José            | Petén          | Estadio Julián Tesucún             | 8.000     |
| Juventud Retalteca                     | Retalhuleu          | Retalhuleu     | Estadio Oscar Monterroso Izaguirre | 8.000     |
| Peñarol La Mesilla                     | La Democracia       | Huehuetenango  | Estadio Comunal de la Mesilla      | 10.000    |
| Universidad de San Carlos              | Ciudad de Guatemala | Guatemala      | Estadio Revolución                 | 10.000    |
| Xelajú Mario Camposeco                 | Quetzaltenango      | Quetzaltenango | Estadio Mario Camposeco            | 11.000    |
|                                        |                     |                |                                    |           |

### Equipos por Departamento
| Departamento                                      | N.º | Equipos                         |
| ------------------------------------------------- | --- | ------------------------------- |
| Guatemala                                         | 3   | Comunicaciones, Municipal, USAC |
| Huehuetenango                                     | 2   | La Mesilla, Xinabajul           |
| Jalapa                                            | 1   | Jalapa                          |
| Peten                                             | 1   | Heredia Jaguares                |
| Quetzaltenango                                    | 1   | Xelajú                          |
| Archivo:Coat of arms of Retalhuleu.gif Retalhuleu | 1   | Juventud Retalteca              |
| San Marcos                                        | 1   | Marquense                       |
| Suchitepéquez                                     | 1   | Suchitepéquez                   |
| Zacapa                                            | 1   | Zacapa                          |

## Tabla de posiciones
|  | Pos. | Equipos            | PJ | PG | PE | PP | GF | GC | Dif. | PTS | Clasificación        |
|  | ---- | ------------------ | -- | -- | -- | -- | -- | -- | ---- | --- | -------------------- |
|  | 1º   | Xelajú MC          | 22 | 12 | 3  | 7  | 33 | 24 | +9   | 39  | Semifinales          |
|  | 2º   | Municipal          | 22 | 10 | 7  | 5  | 30 | 20 | +10  | 37  | Semifinales          |
|  | 3º   | Marquense          | 22 | 10 | 7  | 5  | 31 | 27 | +4   | 37  | Acceso a semifinales |
|  | 4º   | Heredia            | 22 | 10 | 5  | 7  | 40 | 28 | +12  | 35  | Acceso a semifinales |
|  | 5º   | Juventud Retalteca | 22 | 10 | 5  | 7  | 35 | 25 | +10  | 35  | Acceso a semifinales |
|  | 6º   | Comunicaciones     | 22 | 8  | 8  | 6  | 30 | 22 | +8   | 32  | Acceso a semifinales |
|  | 7º   | Suchitepéquez      | 22 | 9  | 5  | 8  | 32 | 27 | +5   | 32  |                      |
|  | 8º   | Xinabajul          | 22 | 8  | 4  | 10 | 22 | 30 | -8   | 28  |                      |
|  | 9°   | Jalapa             | 22 | 6  | 9  | 7  | 20 | 25 | -5   | 27  |                      |
|  | 10º  | Zacapa             | 22 | 8  | 2  | 12 | 24 | 45 | -21  | 26  |                      |
|  | 11º  | Universidad SC     | 22 | 3  | 9  | 10 | 18 | 27 | -9   | 18  |                      |
|  | 12º  | Peñarol La Mesilla | 22 | 4  | 4  | 14 | 22 | 37 | -15  | 16  |                      |
|  |      |                    |    |    |    |    |    |    |      |     |                      |

## Líderes individuales
Estos fueron los líderes de goleo y porteros menos vencidos.

### Trofeo Botín de Oro
Posiciones Finales.
| N.º | Jugador              | Goles | Penales | Equipo                                 |
| --- | -------------------- | ----- | ------- | -------------------------------------- |
|     | Henry Hernández      | 19    | 4       | Juventud Retalteca                     |
| 2   | Tránsito Montepeque  | 14    | 1       | Club Social y Deportivo Comunicaciones |
| 3   | Martin Crossa        | 12    | 0       | Club Social y Deportivo Municipal      |
| 4   | Mario Castellanos    | 11    | 0       | Heredia Jaguares                       |
| 4   | Carlos Kamiani Félix | 11    | 2       | Universidad SC                         |
| 6   | Fredy García         | 9     | 4       | Heredia Jaguares                       |
| 7   | Mario Rodríguez      | 8     | 0       | Club Social y Deportivo Municipal      |
| 7   | Jonny Brown          | 8     | 0       | Deportivo Marquense                    |
| 9   | Johnny Cubero        | 7     | 0       | Xelajú Mario Camposeco                 |

### Trofeo Josue Danny Ortiz
Posiciones Finales.
| N.º | Jugador            | Partidos | Goles | Promedio | Equipo                            |
| --- | ------------------ | -------- | ----- | -------- | --------------------------------- |
|     | Fernando Patterson | 20.39    | 17    | 0.83     | Xelajú Mario Camposeco            |
| 2   | Jaime Penedo       | 22       | 20    | 0.91     | Club Social y Deportivo Municipal |
| 3   | Ricardo Jerez      | 22       | 25    | 1.14     | Deportivo Jalapa                  |
| 3   | Cristian M. García | 22       | 25    | 1.14     | Juventud Retalteca                |
| 5   | Luis Pedro Molina  | 21       | 26    | 1.24     | Deportivo Marquense               |

## Fase final
|  | Clasificación a Semifinales | Clasificación a Semifinales | Clasificación a Semifinales | Clasificación a Semifinales | Clasificación a Semifinales |  |  | Semifinales | Semifinales    | Semifinales | Semifinales | Semifinales |  |  | Final | Final          | Final | Final | Final |
|  |                             |                             |                             |                             |                             |  |  |             |                |             |             |             |  |  |       |                |       |       |       |
|  |                             |                             |                             |                             |                             |  |  | 2           | Municipal      | 1           | 1           | 2           |  |  |       |                |       |       |       |
|  | 3                           | Heredia                     | 2                           | 5                           | 7                           |  |  | 3           | Heredia        | 0           | 0           | 0           |  |  |       |                |       |       |       |
|  | 6                           | Juventud Retalteca          | 4                           | 0                           | 4                           |  |  |             |                |             |             |             |  |  | 2     | Municipal      | 1     | 0     | 1     |
|  |                             |                             |                             |                             |                             |  |  |             |                |             |             |             |  |  | 6     | Comunicaciones | 0     | 0     | 0     |
|  |                             |                             |                             |                             |                             |  |  | 1           | Xelajú         | 0           | 1           | 1           |  |  |       |                |       |       |       |
|  | 4                           | Marquense                   | 0                           | 2                           | 2                           |  |  | 6           | Comunicaciones | 0           | 1           | 1           |  |  |       |                |       |       |       |
|  | 5                           | Comunicaciones              | 2                           | 1                           | 3                           |  |  |             |                |             |             |             |  |  |       |                |       |       |       |

| Campeón Apertura 2009 |
| Municipal 27º Título  |
| --------------------- |